# Consommation d'alcool
La consommation d'alcool est variable dans le monde selon les pays et certaines caractéristiques. Ainsi, l'alcool est consommé de manière plus importante en Amérique, en Europe et dans le Pacifique occidental. Les hommes consomment de manière plus importante que les femmes.

## Histoire

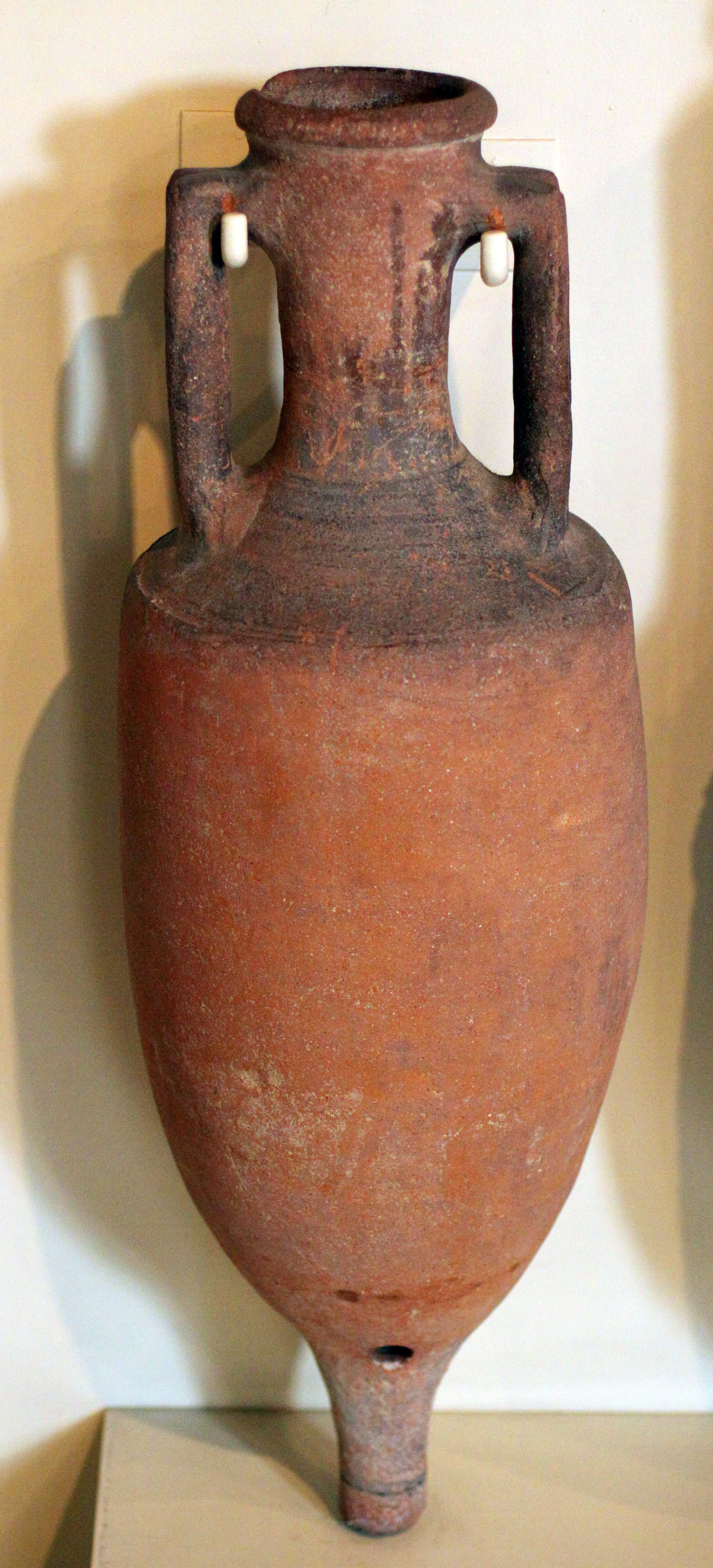
Amphore à vin (Ier siècle de notre ère), Vienne, France

Tout commence lors de la Préhistoire. C’est là que font surface les premiers signes de boissons alcoolisées. Celles-ci sont fabriquées à partir du liquide visqueux qui provient des arbres (sève), de petits fruits ainsi que de produits laitiers qui sont transformés par la fermentation et la moisissure. Il est fort possible que les premiers ancêtres aient consommé accidentellement certaines boissons à base de fruits qui ont sécrété un liquide à la suite de la fermentation de ces aliments pour but d’interagir et voir l’impact de leur comportement face à leur humeur. L’attirance à l’alcool pourrait venir des générations antérieures. À la suite de certaines analyses importantes, la première source d’existence de boissons alcoolisées a été retrouvée en Chine, plus précisément à Jiahu, dans la vallée du fleuve Jaune grâce aux restants retrouvés à l’intérieur de plusieurs récipients d’argile. Au fil du temps, les boissons alcoolisées se sont peaufinées pour se transformer en différentes sortes de liquides que l’on appelle aujourd'hui sous le nom de bière.
Le vin a été célèbre et mieux connu un peu plus tard à cause de l’expansion de l’empire romain. Cette civilisation prenait l’habitude d’implanter des vignes dans les pays conquis et ainsi propager cette divine élixir[non neutre][non pertinent]. Ce breuvage majoritairement au couleur rougeâtre, est bien aimé des romains et souvent employer comme médicament et comme ingrédient en cuisine. La culture des vignes est signifiée comme une source de richesse et s'est propagé tranquillement vers le nord, à partir de Marseille et de la Provence.

## Consommation dans le monde
Dans son rapport Global status report on alcohol and health de 2014, l'Organisation mondiale de la santé fait état de la consommation d'alcool pur per capita pour chaque pays.
C'est au Tchad qu'on remarque la plus grande consommation d'alcool pur avec, en moyenne, 33,9 l par personne (66,3 % de la consommation étant de la bière). Viennent ensuite les Indiens avec 28,7 l par tête (93,1 % de la consommation provenant de spiritueux). Un Allemand quant à lui boit 14,7 l par an (53,6 % provenant de la bière) contre 12,9 l pour un Français (avec 56,4 % de la consommation provenant du vin).

### En Amérique du Nord
En Amérique du Nord, on se situe à mi-chemin entre la France et l'Allemagne, puisqu'un Américain boit en moyenne 13,30 l (50 % étant de la bière) et un Canadien 13,20 l par an (la majorité provenant également de la bière avec 51,2 % de la consommation).

#### Québec
Au Québec, en revanche, la moyenne de consommation est inférieure à la moyenne nationale canadienne d'après les données de l'Institut national de santé publique du Québec, puisqu'un Québécois consommait en 2014-2015, toutes formes d’alcool confondues l’équivalent de 8,5 l d'alcool pur en moyenne par personne (51,0 % provenant de la consommation de bière). La modération apparaît comme étant une valeur partagée par la population de cette province francophone canadienne selon l'organisme de prévention Educ'alcool, créé en 1989, dans le but de « faire des Québécois qui choisissent de boire de bons consommateurs plutôt que de gros consommateurs ». En effet, toujours selon l'organisme, c'est notamment « parce que la consommation moyenne des Québécois est d’un peu plus de 3 verres standard par semaine et que l’on consomme en moyenne 2,5 verres par occasion de consommation ».

### En Europe

#### En France
En 2017, le volume global d'alcool pur consommé en France s'élevait à 11,7 litres par habitant de 15 ans et plus. Ce niveau situe la France au 6e rang des pays les plus consommateurs d'alcool parmi les 34 pays de l'OCDE.
Ce niveau est en diminution depuis les années 1960, essentiellement en raison de la baisse de la consommation quotidienne de vin.

#### En Suisse
En 2017, le volume global d'alcool pur consommé en Suisse s'élevait à 7,8 litres par habitant.
Les hommes en consomment plus souvent que les femmes et en bien plus grande quantité. 68 % des hommes et 49 % des femmes rapportent boire de l’alcool au moins une fois par semaine.

## Chez les jeunes: boisson alcoolisée sucrée
Il y a plusieurs débats sur les boissons alcoolisées sucrées parce que celles-ci affectent les jeunes. Cela se repose sur les risques sanitaires, car ceux-ci en abusent. Les médecins expriment leurs craintes. Les jeunes vont plus souvent à l’hôpital dû au fait de l’abus des alcools. Ils manquent de jugement. Le coma éthylique est une des premières conséquences.
Pour les solutions, les experts demandent une meilleure éducation pour tout ce qui concerne les boissons alcoolisées. Une des solutions est aussi portée par les vendeurs, car réduire la vente d’alcool dans les marchés[pas clair]. Du fait de tous les avertissements et les articles par rapport à ce sujet, il y a une certaine pression pour opter une réduction des ventes. Pour ce qui est des solutions, les experts trouvent que les politiques publiques ne vont pas assez loin pour ce qui est de mettre des restrictions sur les saveurs.

## Risques et conséquences

### Incidence et mortalité
Autant à long terme qu’à court terme, la consommation d’alcool régulière et excessive peut avoir de multiples conséquences physiques et psychologiques sur l’être humain. En effet, 10 % des décès recensés chez les personnes âgées entre 15 et 49 ans sont en lien direct avec la consommation d’alcool.

### Risques pour le consommateur
Au niveau des impacts négatifs qui touchent personnellement les consommateurs, il y a deux types. Tout d’abord, les risques aigus qui surviennent sur une courte période. Ceux-ci comportent de la somnolence, une vitesse de réaction altérée, une vision floue, des pertes de mémoire, des vomissements, des comas, etc. Dans une situation extrême la mort peut aussi survenir. C’est le cas par exemple, des accidents de la route, des noyades, des chutes, etc. Ensuite, il y a les risques chroniques qui se remarquent sur une plus longue période. Une personne qui a consommé beaucoup d’alcool pendant des dizaines d’années est plus à risque de développer des cancers, des maladies cardio-vasculaires et des maladies gastro-intestinales. Ces maladies sont dues à des dommages faits aux organes. Elles comprennent les cirrhoses, les pancréatiques, les accidents vasculaires cérébraux, l’insuffisance cardiaque et bien autres. Il arrive aussi fréquemment qu’un alcoolique souffre de dépression, d’anxiété, de mal nutrition, d’irrégularité hormonale ou d’infertilité. Ces impacts peuvent mener à des blessures volontaires comme le suicide.

### Risques pour l'entourage
L’entourage d’un consommateur souffre lui aussi des effets néfastes. Par exemple, le conjoint ou la conjointe ainsi que les enfants d’une personne qui est addicte à l’alcool sont à risque de subir des violences familiales, intimes ou sexuelles.

### Risques pendant la grossesse

Pictogramme d'avertissement apparaissant sur les étiquettes des boissons alcoolisées.

De plus, il est prouvé que la consommation d’alcool pendant la grossesse peut avoir de grosses conséquences sur la vie du fœtus, cependant celles-ci peuvent tout de même varier selon la fréquence et la quantité consommée. En effet, un enfant peut naître avec un handicap physique, mental ou comportemental. La grossesse peut aussi être interrompue (avortement spontané ou mortinaissance) de façon involontaire.
Au Québec, les femmes ayant eu une grossesse durant les cinq dernières années ont dit avoir bu de l’alcool. Cela peut provoquer une affectation fœtale.

### Coûts
Il existe aussi des conséquences par rapports aux coûts de la consommation pour la société. En effet, au Canada, environ 14,6 milliards de dollars sont dépensés chaque année pour compenser notamment la perte de productivité et les coûts des soins de santé associés aux conséquences de la consommation d’alcool, alors que la vente d’alcool dans le pays ne rapporte que 10,9 milliards de dollars.